# Сепарація фотометрична
Сепарація фотометрична — різновид радіометричної сепарації, основана на різній відбивній здатності мінералів, здатності їх пропускати та переломлювати світло, яка обумовлюється їх кольором і блиском. Залежно від того, у якій частині спектру спостерігається найбільша різниця у відбивній здатності розділюваних мінералів, для сепарації використовується та або інша частина спектру. Один зі способів реєстрації відбитого від грудки світла є його вимірювання на фоні кольорової поверхні, при цьому вибір її кольору служить одним зі способів оптимізації процесу.
Фотометрична сепарація застосовується для збагачення руд чорних, кольорових і благородних металів, неметалічних корисних копалин.